# Provincia di Attapeu
La provincia di Attapeu (in lao ແຂວງອັດຕະປື, Khwaeng Attapeu) è una provincia del Laos sud-orientale con capoluogo Attapeu. Nel 2004, contava su una popolazione di 114 320 abitanti distribuiti su una superficie di 10320 km², per una densità di 11,08 ab./km².
Confina a nord con la provincia di Xekong, a ovest con quella di Champasak, a sud con la Cambogia e ad est con il Vietnam, da cui è separata dalla catena Annamita.
La parte orientale del territorio è in prevalenza montuosa ed è ricoperta da foreste. Durante la guerra del Vietnam, il sentiero di Ho Chi Minh attraversava la provincia e le truppe nord-vietnamite lo percorrevano per raggiungere il Vietnam del sud, nascoste nella giungla. Per contrastare questo transito l'aviazione americana ha pesantemente bombardato la zona, e ancora oggi vi sono bombe inesplose nelle aree più remote.

## Geografia antropica

### Suddivisioni amministrative
La provincia di Attapeu è suddivisa nei seguenti cinque distretti (in lao: ເມືອງ, trasl.: mueang):

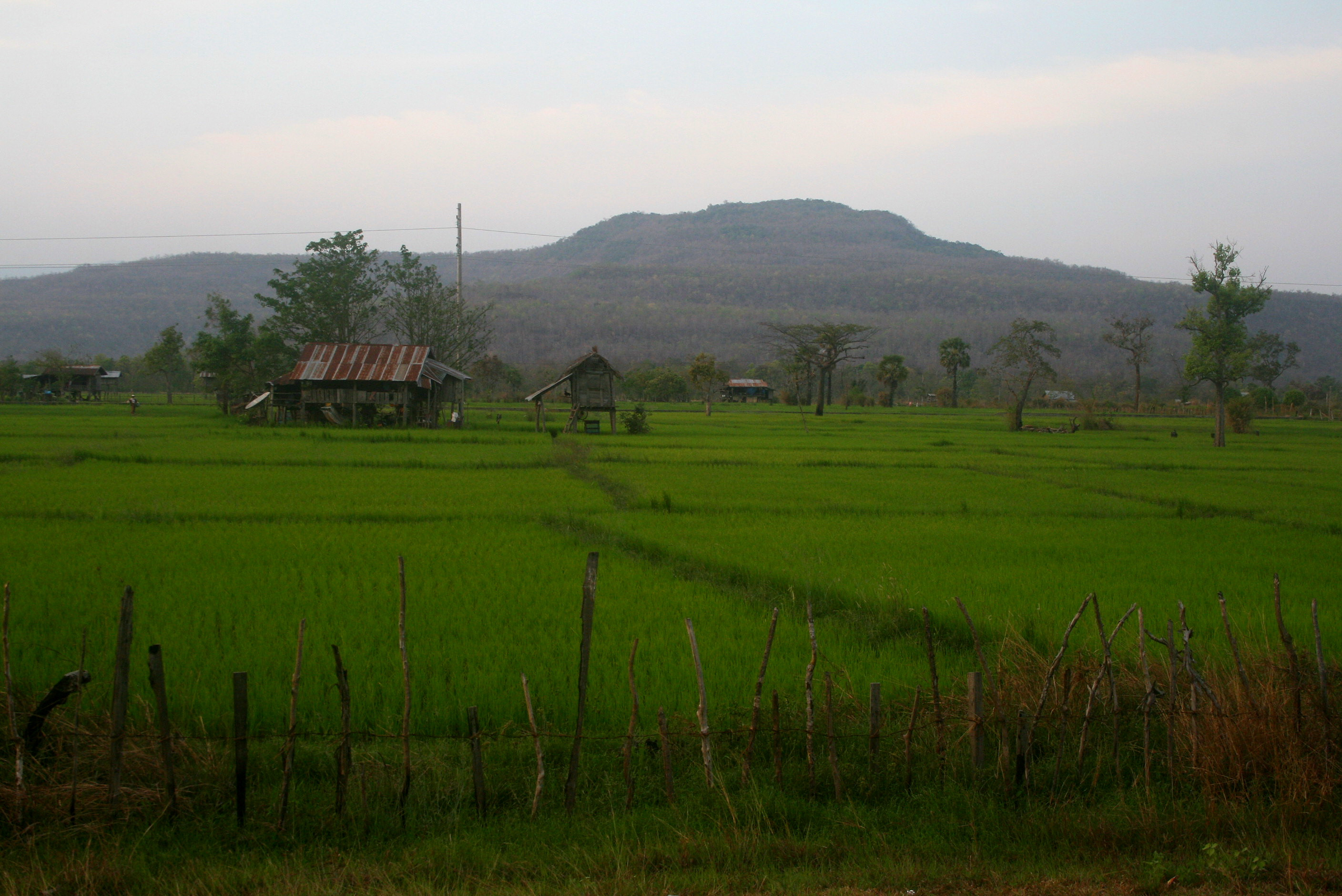
Risaie vicino alla città di Attapeu

| \| Codice \| Nome traslitterato del distretto \| Nome lao \| \| ------ \| -------------------------------- \| ----------- \| \| 17-01 \| Xaysetha \| ເມືອງໄຊເສດຖາ \| \| 17-02 \| Samakkhixay \| ເມືອງສາມັກຄີໄຊ \| \| 17-03 \| Sanamxay \| ເມືອງສະໜາມໄຊ \| \| 17-04 \| Sanxay \| ເມືອງສານໄຊ \| \| 17-05 \| Phouvong \| ເມືອງພູວົງ \| |                                  |             |
| Codice | Nome traslitterato del distretto | Nome lao    |
| 17-01 | Xaysetha                         | ເມືອງໄຊເສດຖາ |
| 17-02 | Samakkhixay                      | ເມືອງສາມັກຄີໄຊ |
| 17-03 | Sanamxay                         | ເມືອງສະໜາມໄຊ |
| 17-04 | Sanxay                           | ເມືອງສານໄຊ   |
| 17-05 | Phouvong                         | ເມືອງພູວົງ     |

## Economia
L'economia provinciale si basa soprattutto sull'agricoltura e sulle risorse forestali. La vicinanza ha favorito l'esportazione di legname pregiato verso il Vietnam fin dai tempi remoti, quando l'antico Regno di Champa si approvvigionava nella zona montuosa di Attapeu.
Anche di recente, alcune compagnie vietnamite hanno fatto grandi investimenti nella provincia. Il gruppo Hoang Anh Gia Lai ha acquisito una vasta porzione di territorio che è stata destinata alle piantagioni degli alberi da gomma. L'azienda vietnamita ha pianificato di investire nella zona anche nei settori dell'energia elettrica, della raffinazione dello zucchero e della produzione di fertilizzanti organici. Il progetto la costruzione delle raffinerie industriali dello zucchero, per cui la Hoang Anh Gia Lai ha stanziato 100 milioni di dollari, ha preso il via nel 2011.